# Transi-tombe

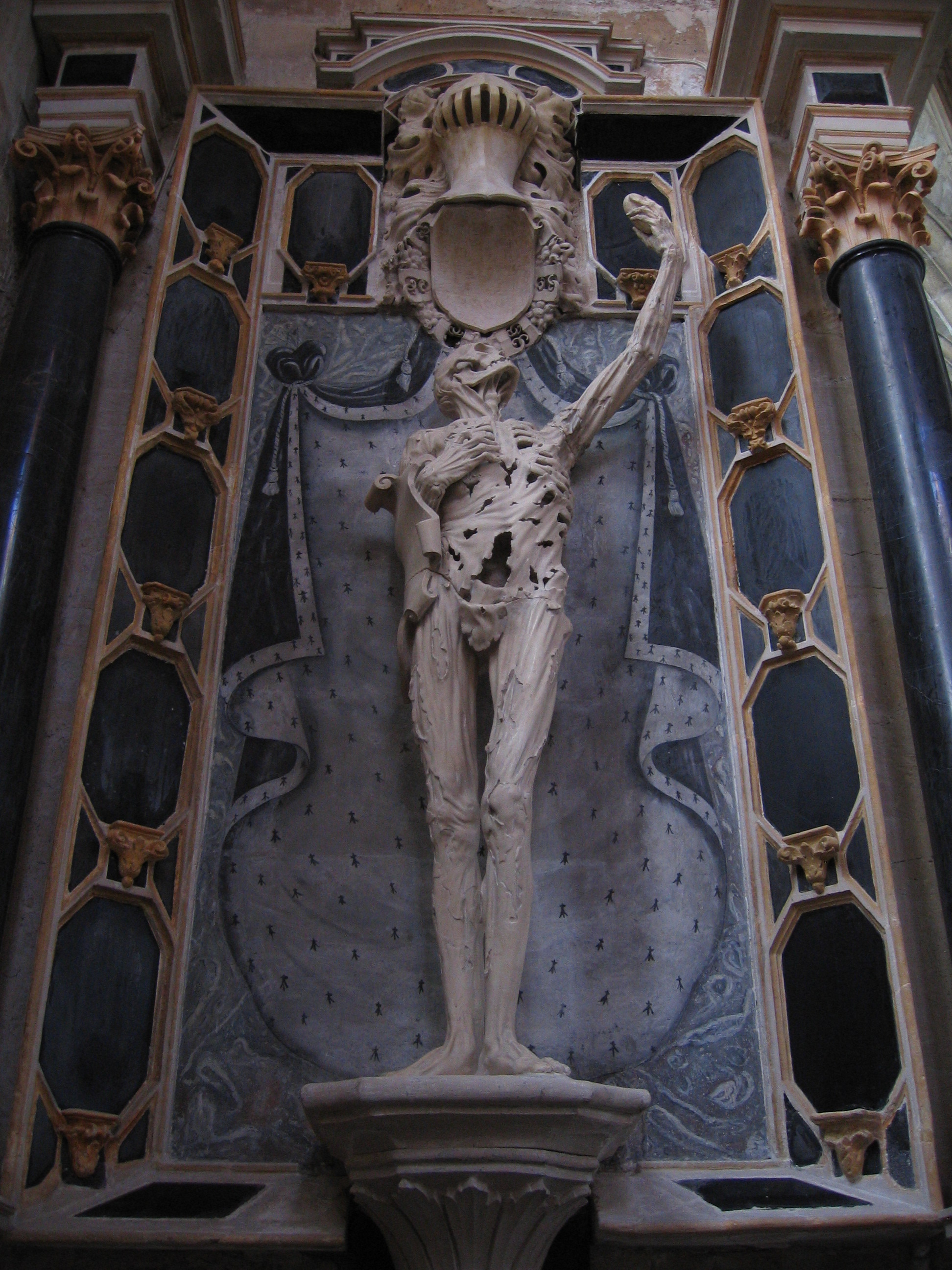
Transi-tombe René van Chalon

Een transi-tombe (Memento mori-tombe) is een grafmonument, waarop - soms in combinatie met een gisant of adorant - een beeld van een ontbindend lichaam of skelet is geplaatst, of een monument met slechts het skelet. Deze vorm van beeldhouwkunst kwam vanaf de 15e eeuw voor en had tot doel om op allegorische wijze de vergankelijkheid van het aardse leven te verbeelden, maar ook het vertrouwen in de wederopstanding.
Een bekend voorbeeld van een transi-monument is dat van René van Chalon in de St. Etienne kerk te Bar-le-Duc. Het betreft hier overigens een cenotaaf; René van Chalon ligt begraven in de Grote of Onze-Lieve-Vrouwekerk te Breda.
In Nederland is het indrukwekkendste voorbeeld waarschijnlijk de zogenaamde 'dubbeldekker'-tombe van Reynoud van Brederode (gest. 1556) en Philippote van der Marck (gest. 1537) in de Grote Kerk van Vianen. Hierop liggen beide overledenen in lijkwaden afgebeeld op de bovenste grafplaat, met daaronder een enkele transi die door wormen zijn aangevreten. De kunstenaar was waarschijnlijk Colijn de Nole uit de Zuidelijke Nederlanden.
Daarnaast zijn er ook grafzerken met gegraveerde of gebeeldhouwde transi-afbeeldingen. Een variant die nog veel voorkomt in Engeland is de zogenaamde 'shroud brass': een koperen grafplaat met een weergave van de overledene gehuld in een lijkwade. Ook andere varianten van de transi worden op dergelijke koperen grafplaten gevonden.

## Publicatie
- Antoine-Andersen, V. Kunst om de wereld te begrijpen. NBD/Biblion, 2005. ISBN 9789054835691

- Oosterwijk, S. Kadavers, wormen, padden en dubbeldekkers. Transi-monumenten in noord-Europa, Madoc, 20:3 (2006), 146-57